# La Aguilera
La Aguilera − miejscowość w Hiszpanii, w prowincji Burgos, w gminie Aranda de Duero.
W miejscowym klasztorze franciszkańskim zmarł św. Piotr Regalado.